# Луций Емилий Рект
Луций Емилий Рект (на латински: Lucius Aemilius Rectus) e политик и сенатор на Римската империя през 1 век по времето на римския император Клавдий (41 – 54 г.)
Рект произлиза от патрицианската фамилия Емилии. Вероятно е син на Емилий Рект, който е префект на Египет 14 и 15 г. по времето на император Тиберий.
През 41 – 42 г. Рект е префект (praefectus Aegypti), управител на римската провинция Египет след Гай Витразий Полион II и е сменен от Марк Евий (Marcus Aevius или Marcus Heius).